# 天鶴座長城

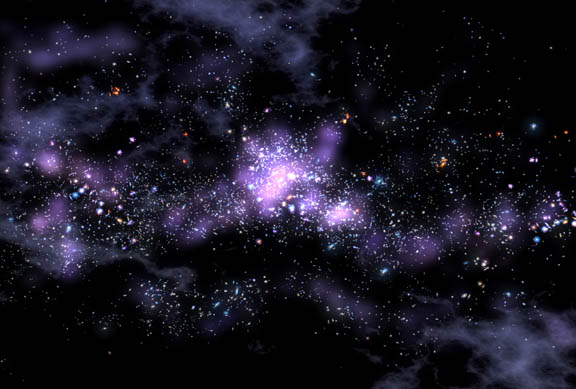
藝術家的解讀

天鶴座長城是星系團的上層建築，形成於早期宇宙，以星座天鶴座（「grus」是 拉丁語 的「鶴」的意思）之名命名。它的平均紅移 為z=2.38，距離大約108億光年。長城的長度大約3億光年長，大小與 史隆長城相當。它「垂直」於天爐座長城和玉夫座長城。
天鶴座長城於2003 年由 Povilas Palunas、Paul Francis、Harry Teplitz、Gerard Williger 和布魯斯·伍德蓋特通過使用寬視場望遠鏡發現

## 進階讀物
- Maurogordato, S. Maurogordato, S. , 编. . Proceedings of the ... Rencontre de Moriond. Gif-sur-Yvette: Atlantica Séguier Frontières. 1995  [2024-12-28]. ISBN 978-2-86332-189-8. （原始内容存档于2024-09-14） （英语）.